# 25469 Ransohoff
A 25469 Ransohoff (ideiglenes jelöléssel 1999 XC34) a Naprendszer kisbolygóövében található aszteroida. A LINEAR program keretében fedezték fel 1999. december 6-án.